# Madame de Lauvergne
Madame de Lauvergne, dite Lénodaride, née en 1620 et morte dans la décennie 1670, est une poétesse française du mouvement des Préciosité.
Ses poèmes contiennent des allusions de son attrait pour une actrice et sa poésie est redécouverte en 2020 par l'ouvrage d'Alice Coffin, Le Génie Lesbien.

## Biographie
On sait peu de choses de Madame de Lauvergne.
Née N. dame de Le Roux en 1620, elle est originaire de Normandie où sa famille est liée par alliance au marquisat de Neuville d'après les recherches de A. Briquet. Sa protectrice est la mère de la marquise de Neuville. En 1660 à 40 ans, elle devient veuve.
Les informations manquantes et parfois peu fiables ont amené à questionner l'identité, voire l'existence de Mme de Lauvergne.
Le manque d'informations sur les femmes auteures relève souvent de l'absence de publication à leur nom permettant de les inscrire dans la longévité, même pour les femmes ayant joui d'une notoriété de leur vivant. Pour Myriam Defour-Maître, la notoriété des autrices passent essentiellement par les relais mondains, car la publication lente et difficile et commençait souvent sous pseudonyme. Dans le cas de Mme de Lauvergne, elle avait obtenu un privilège de publication du roi, donnant au libraire l'exclusivité de l'impression et de la vente du texte, comme Mlle Certain et Antoinette Deshoulières à cette époque.

### Inspiration saphiques
Dans son « Sonnet à Mademoiselle Godefroy », Mme de Lauvergne déclare son amour à la destinataire du poème, l'actrice de la Comédie française Marie Anne Du Rieu, notamment par le vers « si vous n'étiez absolument maîtresse de mon cœur...». Il était courant que les correspondances entre Précieuses revêtent une dimension saphique dans leur langage.
On peut observer une redécouverte de ce sonnet dans une période de revalorisation et de remise en avant de textes féminins ou issus des minorités sexuelles à la suite du tournant de la publication de l'ouvrage Le Génie lesbien d'Alice Coffin en 2020. Le sonnet est accessible en ligne sur des blogs queer comme Poétesses blog forever et des revues queer comme le Pan poétique des muses.
Pour Stéphanie Bung, le recueil posthume aurait été une écriture collective orchestrée afin de donner à voir une fiction d'amitiés saphiques dans les poèmes d'une femme de la noblesse.

## Réception
Une controverse a retenu l'attention sur l'autrice en en faisant un des hypothétiques pseudonymes de Madame de La Fayette. En effet, les sonorités de leurs noms Lauvergne et de La Vergne sont proches. Alphonse Séché la décrit comme « le double de Mme de la Fayette ». Pour Charles-Louis Livet, « Il ne peut d’ailleurs être ici question de Mlle Marie-Madeleine Pioche de La Vergne, Mme de Lafayette, puisque son mariage eut lieu le 15 février 1655 ».
Elle est décrite avec beaucoup d'éloges par Eugène Viollet-le-Duc dans son Catalogue poétique (p.574) :
« Quoi qu’il en soit, elles sont infiniment supérieures à celles des Desmarets, des Coras, des Le Laboureur et des Dassoucy. La première pièce, entre autres, intitulée : Caprice d’un malade, est un modèle de style et de bonne plaisanterie. Ce recueil, je crois fort rare, se compose d’élégies, d’un poème d’Adonis, de madrigaux, de portraits en prose, sorte de composition alors fort à la mode. Il y a dans tout cela du sens, de la correction et du goût. »

### Poétesse
Madame de Lauvergne est considérée comme l'une des principales autrices du mouvement des Préciosités, ayant été d'un apport majeur à cette littérature. Elle se fait appeler Lénodaride d'après la tradition des Précieuses consistant à se rebaptiser par des noms empruntés à la période antique.
Elle est essentiellement connue pour sa madrigal, une courte pièce de vers galants, dans son Recueil de poésies dédicacé à sa protectrice. L'ouvrage de 85 pièces galantes est publiée à titre posthume en 1680 par l'éditeur parisien Claude Barbin, un libraire actif à Paris de 1656 à 1698 ayant fait connaître Madame de Lafayette et publié de nombreuses dames du monde mondain (Madeleine de Scudéry, Marie-Catherine Desjardins de Villedieu, Mme de Merville),.
L'ouvrage prend la forme d'un frontispice écrit par une unique autrice cachant un recueil polygraphe, une astuce d'édition courante à l'époque,. D'après Frédéric Lachèvre, cinq personnes auraient contribué à l'écriture et 23 poèmes seraient tirés de la publication, du Recueil de pièces galantes de la Comtesse de La Suze et de Monsieur Pelisson, considéré comme un des premiers recueil galant et édité par Gabriel Quinet en 1663 à Paris. D'après Stéphanie Bung, l'objectif de commercialisation aurait été de constituer une première anthologie galante, préparant la publication de Recueil des plus belles pièces des poètes françois (1692).
Madame de Lauvergne est décrite avec beaucoup d'éloges par Eugène Viollet-le-Duc dans son Catalogue poétique (p.574):
« Quoi qu’il en soit, elles sont infiniment supérieures à celles des Desmarets, des Coras, des Le Laboureur et des Dassoucy. La première pièce, entre autres, intitulée : Caprice d’un malade, est un modèle de style et de bonne plaisanterie. Ce recueil, je crois fort rare, se compose d’élégies, d’un poème d’Adonis, de madrigaux, de portraits en prose, sorte de composition alors fort à la mode. Il y a dans tout cela du sens, de la correction et du goût. »

### Extrait
Sonnet pour Mademoiselle Godefroy

Aimable Godefroy, vous êtes redoutable,

Vos beaux yeux savent l'art d'ôter la liberté.

Ils ont de la douceur, ils ont de la fierté

Et leur brillant éclat n'a rien de comparable.

Le tour de votre esprit parait inimitable,

Qui pourrait se lasser d'admirer sa beauté,

Il est fin, délicat et rempli de bonté,

Et l'on voit dans votre air un charme inévitable.

Mon cœur qui tant de fois se défendit d'aimer,

Connut que malgré lui vous l'alliez enflammer,

Par vos attraits puissants, mon âme fut surprise,

Et je sentis pour vous certain je ne sais quoi,

Que mes brûlants soupirs vous dirent mieux que moi,

Au moment qu'à vos pieds je perdis ma franchise.

## Œuvres
- Recueil de poésies par Madame de Lauvergne, dédié à Madame la Marquise de Neuville, Claude Barbin, 1680 Lire en ligne sur Gallica